# عائض الردادي
عائض بن بنيه الردَّادي (ولد 1949 م) باحث ومحقِّق وكاتب سعودي، وعضو مجلس شورى سابق. تولى العديد من المناصب منها منصب مدير عام وكالة الأنباء السعودية.

## مولده ونشأته
وُلد عائض بن بنيه بن سالم بن عيد بن جمَّال الردادي في منطقة المدينة المنورة عام 1369هـ، وتخرج في معهدها العلمي سنة 1387 هـ ثم في كلية اللغة العربية بالرياض عام 91 /1392هـ، وحصل على الماجستير عام 1394 هـ (1974م)، والدكتوراه مع مرتبة الشرف الأولى عام 1403 هـ/1983م، ودورة في الإدارة المتقدمة عام 1401 هـ بتقدير ممتاز.

## أعماله
- أعد لإذاعة الرياض عددًا من البرامج الثقافية من عام 1392 هـ إلى عام 1409 هـ، وله إسهامات في نشر بعض المقالات أو الزوايا في الصحافة والمجلات المحلية.
- عمل أستاذًا متعاونًا في قسم الأدب في كلية اللغة العربية في جامعة الإمام محمد بن سعود الإسلامية.
- تعين في إذاعة الرياض 1392 هـ، وعمل مذيعًا فرئيساً لقسم التنسيق فمديرًا للبرنامج العام فمديرًا عامًا للأخبار بوكالة الأنباء السعودية فمديرًا عامًا لإذاعة الرياض فمديرًا عامًا للأخبار في وكالة الأنباء السعودية ثم عين وكيل وزارة الإعلام المساعد لشؤون التخطيط وكلف مرارًا بالإضافة إلى عمله بأعمال الوكيل المساعد للإذاعة والوكيل المساعد للإعلام الداخلي والمدير العام لوكالة الأنباء السعودية.
- وكيل الوزارة للإعلام الخارجي المكلف من 10/6/1422هـ - 19/1/1424 هـ..
- المدير العام لوكالة الأنباء السعودية المكلف من 6/10/1423 هـ..
- عضو مجلس الشورى من 3/3/1426هـ وحتى عام 1430 هـ.[4]
- شارك في المؤتمرات والندوات الإعلامية في الاتحادات والمنظمات الإذاعية واتحاد وكالات الأنباء العربية ممثلا للمملكة.
- رأس اللجنة الدائمة للبرامج في اتحاد إذاعات الدول العربية 4 سنوات ومثل بلاده عدة مرات في اجتماعات الجمعية العامة والمجلس التنفيذي، وحضر عدداً من مؤتمرات وزراء الإعلام ضمن وفد رسمي.
- شارك في اجتماعات تخص التدريب الإذاعي في الوطن العربي، ودرَّس في بعض المراكز التدريبية في الداخل والخارج، وأشرف على عدد من الدورات التدريبية في إذاعة الرياض.
- عضو عامل في رابطة الأدب الإسلامي العالمية.
- عضو في لجنة الإعلام التربوي في وزارة التربية والتعليم (سابقاً)
- اختاره اتحاد الإذاعات العربية ضمن لجنة الخبراء التي تولت وضع وصياغة أنظمة الاتحاد الإدارية والإعلامية (مرتين).
- عضو مجلس جائزة المدينة المنورة من 16 /2 /1421هـ.
- عضو الهيئة الاستشارية لمجلة مركز بحوث ودراسات المدينة المنورة.
- عضو مؤسس في جمعية الأمير فهد بن سلمان الخيرية لرعاية مرضى الفشل الكلوي.
- عضو اللجنة العليا لاختيار الرياض عاصمة للثقافة لعام 2000م.
- عضو مجلس أمناء مؤسسة حمد الجاسر الخيرية وعضو اللجنة التنفيذية.
- عضو عامل في هيئة الصحفيين السعوديين.
- عضو الجمعية العلمية السعودية للغة العربية.
- عضو الجمعية التاريخية السعودية.
- محكم ومقرر لجنة التحكيم في موسوعة القيم ومكارم الأخلاق العربية والإسلامية.
- منح في 12 /1 /1421هـ درعاً وشهادة تقدير لجهوده في مجال الأدب والثقافة في الاجتماع السادس عشر للأندية الأدبية بمناسبة اختيار الرياض عاصمة للثقافة.
- شارك ببحوث ودراسات أو أدار كثيراً من الندوات في الجامعات والمؤتمرت والمنتديات الثقافية.
- حكم تحكيماً علمياً بعض الكتب أو البحوث المرسلة إليه من المؤتمرات أو الندوات أو الموسوعات.
- تم اختياره مشرفاً على تحرير مجلة العرب بعد وفاة الشيخ حمد الجاسر.
- وقد حصل على عدة شهادات تقدير ودروع من عدة جهات عن جهوده في المجال الإعلامي.[5][1]

## مؤلفاته
- شعر الدعوة الإسلامية في العصر العباسي الثاني
- التدين والمجون في شعر شوقي
- الشعر الحجازي في القرن الحادي عشر الهجري
- من تجربة إذاعة المملكة العربية السعودية في برامج التربية والطفولة والبث المباشر
- ندوة الرفاعي
- الأسرة الطبرية المكية
- البث المباشر في الإذاعة المسموعة
- الجواهر الثمينة في محاسن المدينة (تحقيق)
- كيف يصون المذيع لسانه من الخطأ
- عناية الشيخ حمد الجاسر بالأنساب
- ديوان عبد العزيز الرفاعي (شعر الرفاعي)
- الإذاعة في الحج مالها وما عليها
- ضياع الهوية في الفضائيات العربية
- تنزل السكينة على قناديل المدينة (تحقيق).[6]
- من مدرسة الصحراء: خطوات ومحطات .. شيء من شيرة إعلامية وثقافية. صدر عام 2020.[7]
- جدّي جمّال: سيرة عائلية. صدر عام 2020.[8]
- عبد الرحمن بن صالح الشبيلي احتفاء ووفاء. صدر عام 2020.[9]

## وصلات خارجية
- تأثير الرقمنة في صناعة المعجم.